# Basílica de la Natividad de Nuestra Señora (Ratisbona)
La basílica de la Natividad de Nuestra Señora o más formalmente basílica de la Natividad de Nuestra Señora de la Capilla Antigua (en alemán: Basilika Unserer Lieben Frau Zur Alten Kapelle) es la iglesia principal de la colegiata de Nuestra Señora de la Capilla Vieja de la ciudad de  Ratisbona, la colegiata más antigua aún existente en Baviera, y la iglesia más antigua de Ratisbona y de Baviera, al sur de Alemania.
Una primera capilla fue construida por orden de Carlomagno en el lugar donde, según la tradición, se levantaba el templo romano dedicado a Juno. La capilla que fue construida después de la caída del Imperio Romano de Occidente, parece haber sido la más antigua de Baviera y esto le valió el apodo de la «Alte Kappelle», la Capilla Vieja y sería la iglesia madre de donde se originaría la cristianización del país.
La colegiata es parte de una antigua abadía dedicada a la Virgen fundada en 1002 por el emperador Enrique II, emperador del Sacro Imperio Romano y su esposa Cunigunda. El núcleo del edificio actual se remonta a ese período otoniano, cuando se fundó la colegiata; el coro elevado se construyó a mediados del siglo XV, de estilo gótico tardío. Después de un rediseño radical en la segunda mitad del siglo XVIII, el estilo rococó domina el interior, siendo una de las obras maestras en Europa, en el estilo dictado por la Escuela de renombre Wessobrunn.
En 1964, por sugerencia del obispo Rudolf Graber, la colegiata de Nuestra Señora de la Antigua Capilla fue elevada a basílica menor por el Papa Pablo VI.

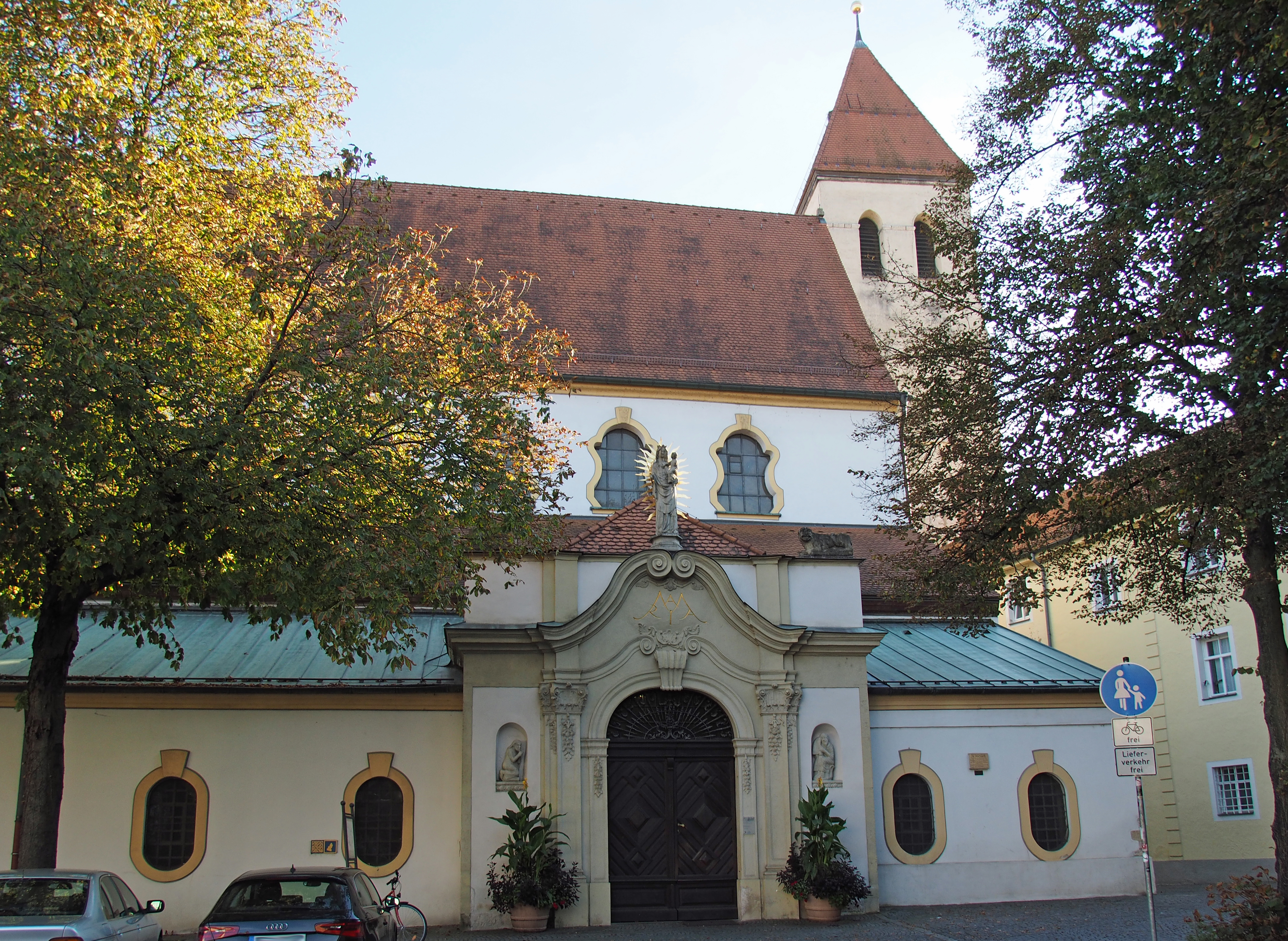
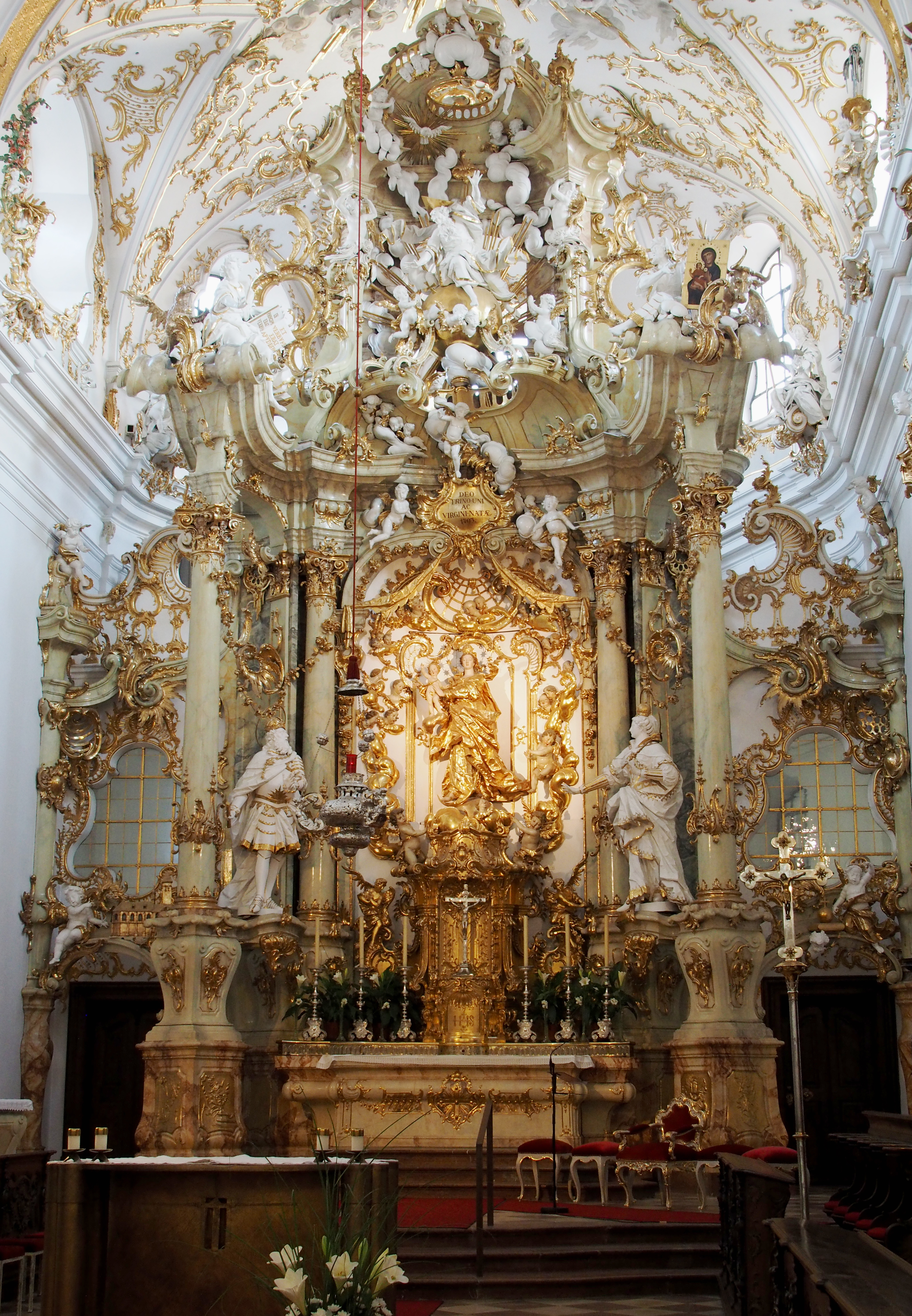
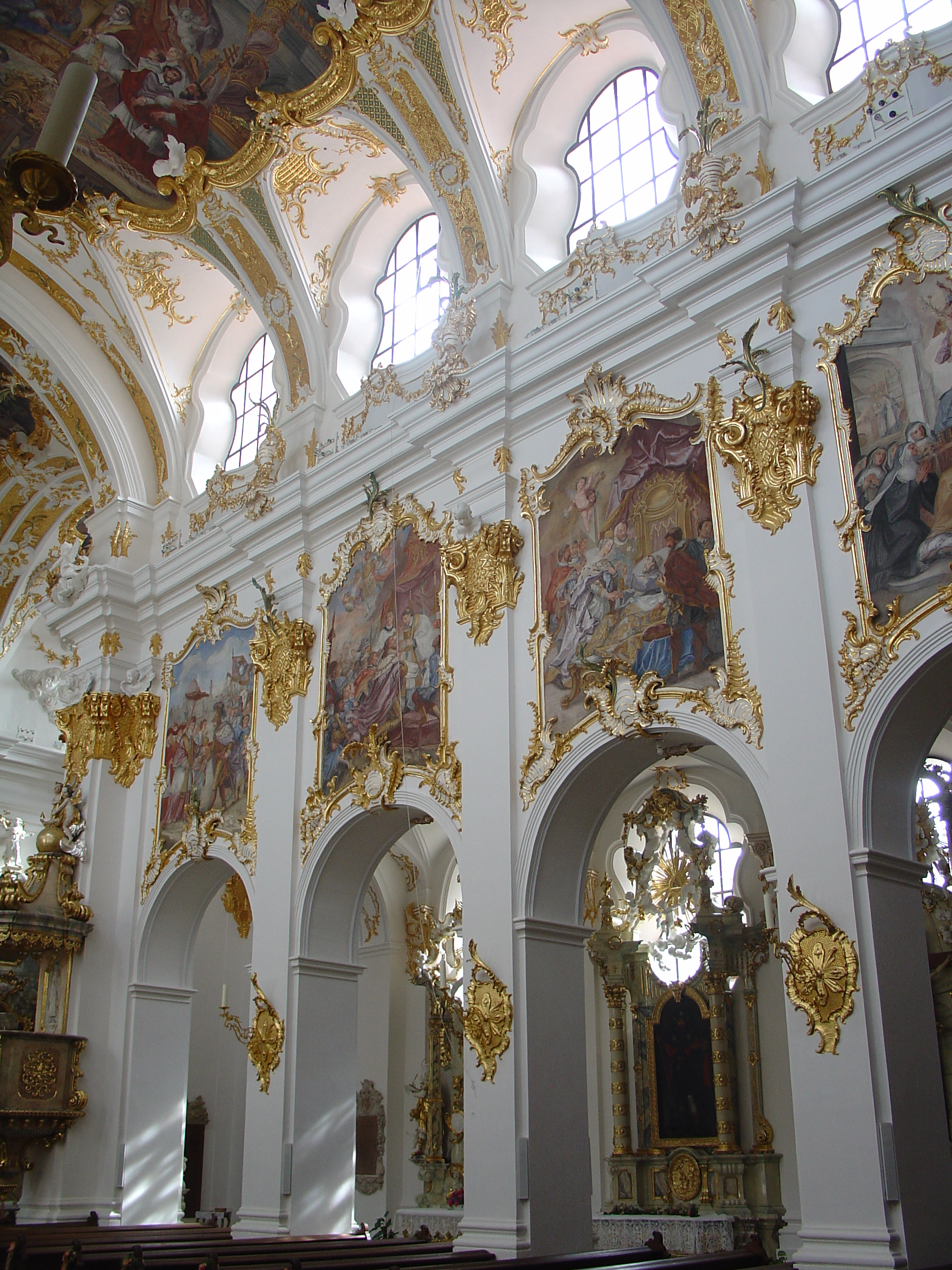
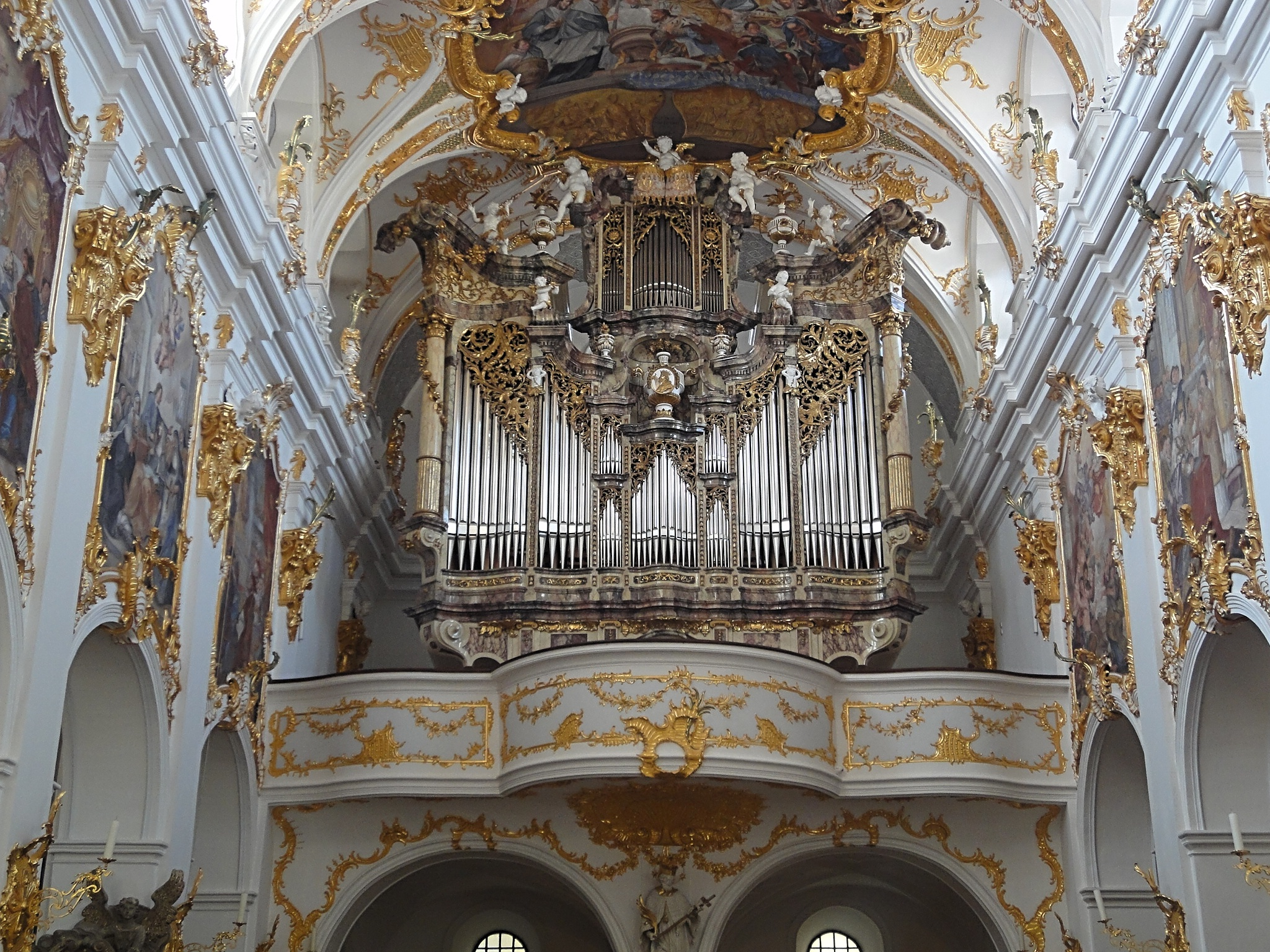
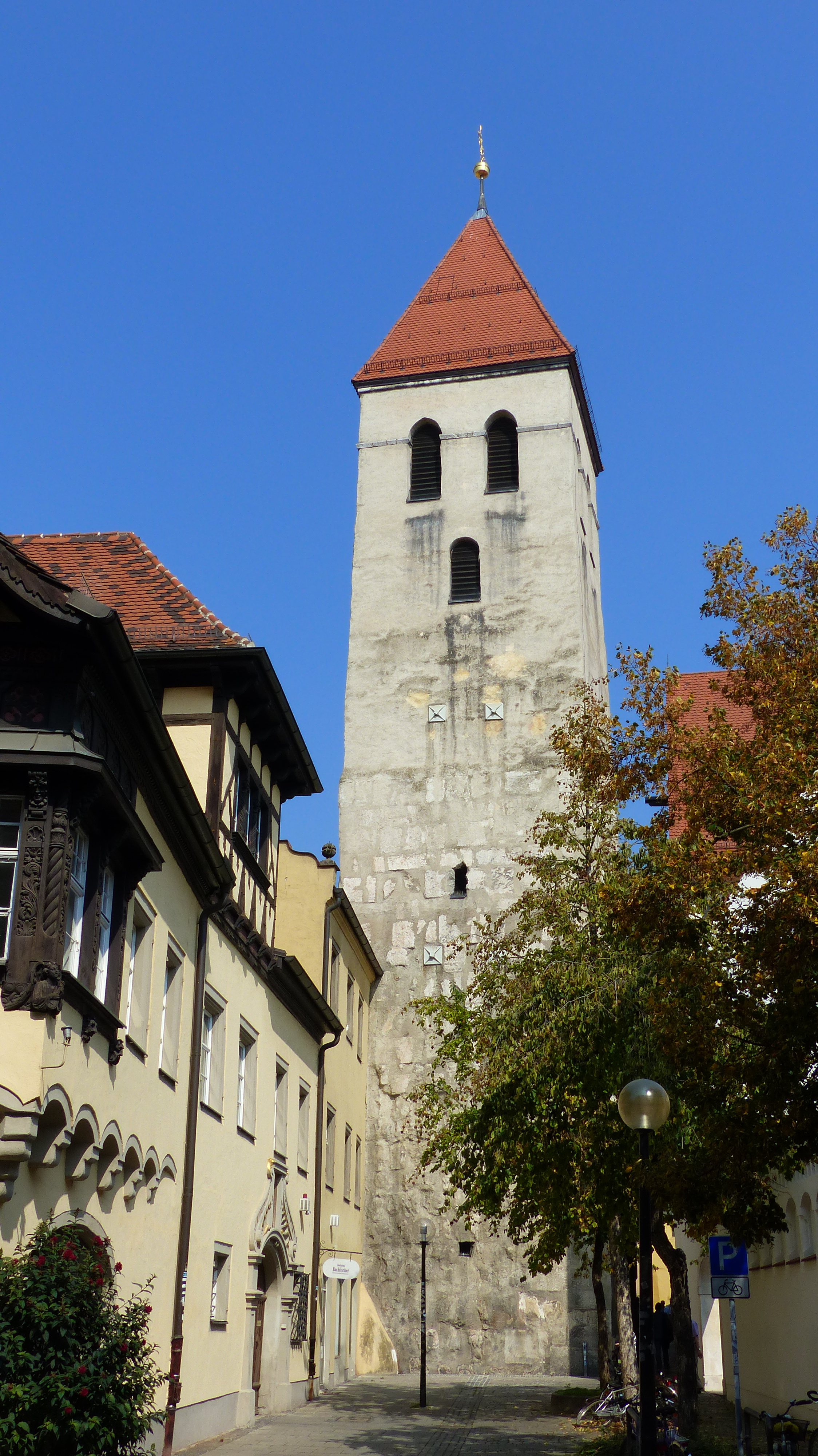

## Véase también

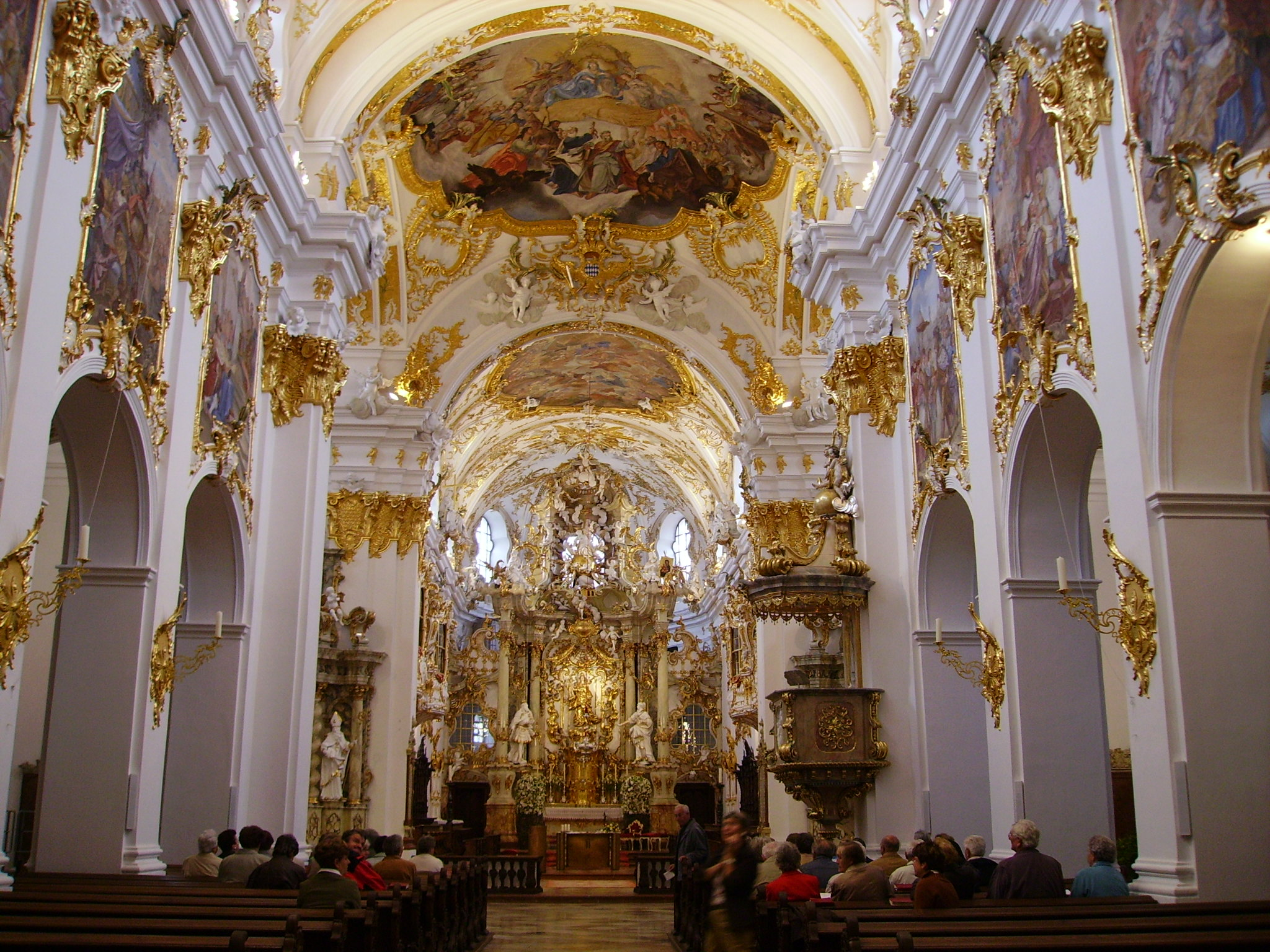
Vista interna